# Грибовка (Амурская область)
Гри́бовка — село в Архаринском районе Амурской области, административный центр Грибовского сельсовета.

## География
Село Грибовка стоит на правом берегу реки Архара.
Село Грибовка расположено северо-восточнее автотрассы Чита — Хабаровск, расстояние до перекрёстка (через Черноберёзовку) — 14 км.
От этого же перекрёстка на юго-запад идёт дорога к районному центру пос. Архара (расстояние до Архары — 24 км).
От окрестностей Грибовки на левый берег Архары идёт дорога к селу Могилёвка.

## Население
| 2002 | 2010 | 2012 | 2013 | 2014 | 2015 | 2016 |
| ---- | ---- | ---- | ---- | ---- | ---- | ---- |
| 336  | ↘254 | ↗305 | ↘225 | ↘209 | ↘196 | →196 |
| 2017 | 2018 |      |      |      |      |      |
| ↘186 | ↘182 |      |      |      |      |      |